# ロックマンエグゼ バトルチップスタジアム
『ロックマンエグゼ バトルチップスタジアム』は、カプコンから導入されたアーケードゲーム機である。2006年3月に稼動開始。主にゲームセンターなどに設置されていたが、現在は稼動並びに修理サポートが終了している。筐体から排出されるバトルチップと連動してプレイする制約上、本作はトレーディングカードアーケードゲームとしても分類される。

## 概要
硬貨投入後、モードを選択し、使用するネットナビを選択する（持参したナビデータチップを差し込むことも可能）。その後、バトルチップが機械から出されるので、バトルチップを最大で3枚まで差し込むことができる。
するとカスタム画面に、5枚のバトルチップ（自らが差し込んだものを含む）が表示される。その中から最大で3枚のバトルチップを選択し、ルーレットを止め、戦闘が開始される。

## バトルチップ
バトルチップは200以上の種類が存在するため、コンプリートすることは容易ではない。加えて、株式会社タカラと株式会社トミーの合併により生産されなかったバトルチップが存在するため、コンプリートすることは不可能である。なお、2008年12月時点で生産されていないことが確認されているバトルチップは、「ジャンゴ」、「ジャンゴV2」、「ジャンゴV3」、「ファルザー」である。
また、ナビデータチップはリンクPET-EXにて、最高でレベル99まで育てることができる。大抵のナビデータチップはレベル1からの開始となるが、大会限定のナビデータチップ（「限定リンクPET-EXブルースDXエディション」、「限定リンクPET-EXフォルテバージョン」に同梱されているナビデータチップを除く）はレベル20からの開始となっている。
その他にも、「獣化フォルテ」「ダークブルース」は第3弾から使用が可能になった。第1、2弾で使用した場合は、「獣化フォルテ」は「フォルテ」、「ダークブルース」は「ブルース」となる。

## 登場する敵
バトルを繰り返すことにより、「ダークロックマン」「ダークブルース」「ブルース」「獣化フォルテ」「フォルテ」「カーネル」などが登場するようになる。

## 関連書籍
- ロックマンエグゼ バトルチップスタジアム オフィシャル完全ガイド Ver.1対応版 - カプコン、2006年3月30日、ISBN 4-862-33043-6